# Церкви острова Чилоэ

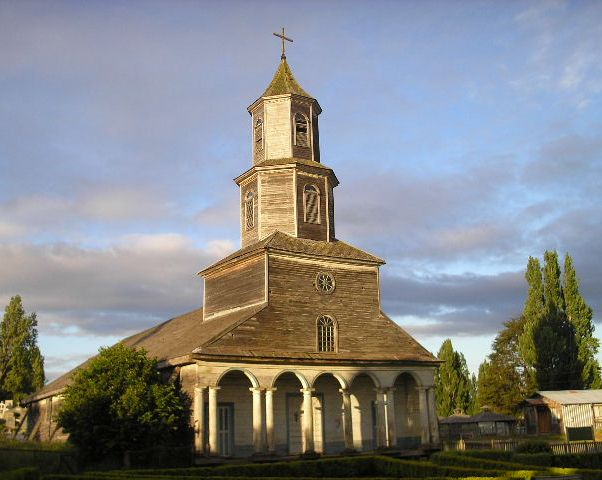
Церковь в Нерконе

Церкви острова Чилоэ — культурно-исторический памятник XVIII—XIX веков, включённый в список Всемирного наследия ЮНЕСКО. Памятник включает в себя деревянные католические храмы, находящиеся на острове Чилоэ, Чили.

## История
Католические церкви были построены католическими миссионерами из монашеского ордена иезуитов в 18 — 19 веках, когда архипелаг Чилоэ был частью вице-королевства Перу. Архитектура храмов характеризуется уникальным, эклектичным стилем, соединяющим в себе элементы позднего европейского средневековья, культуры южноамериканских индейцев и метисов. Церкви острова Чилоэ были внесены в список Всемирного наследия ЮНЕСКО в 2000 году.

## Галерея

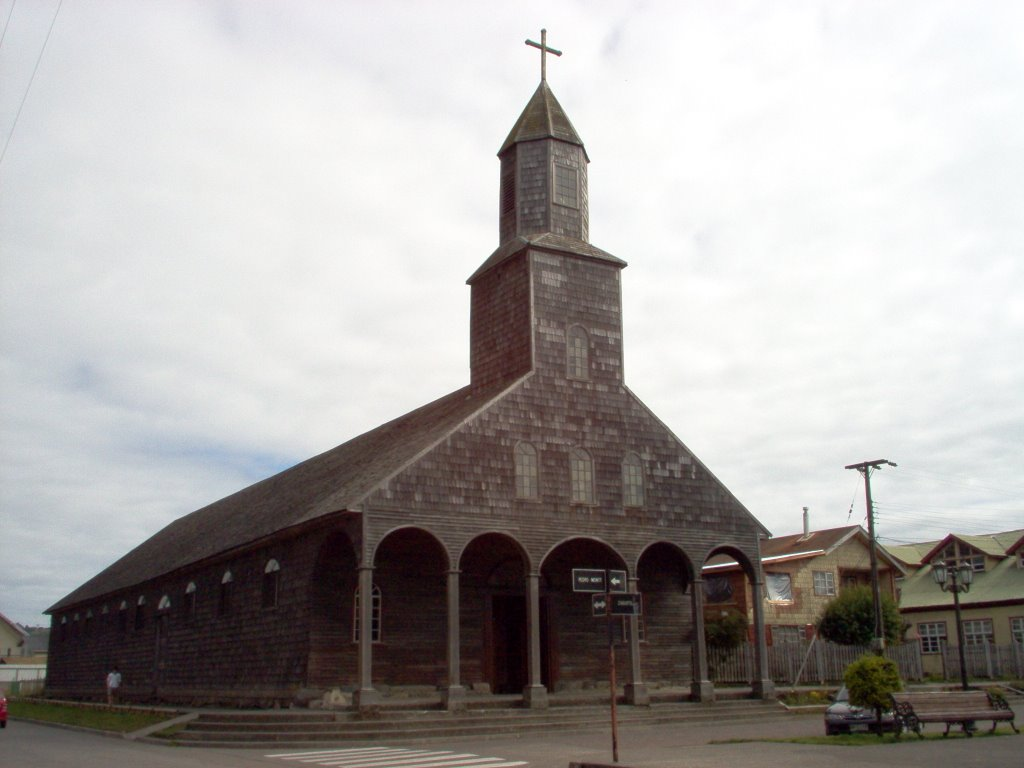
Церковь в Ачао
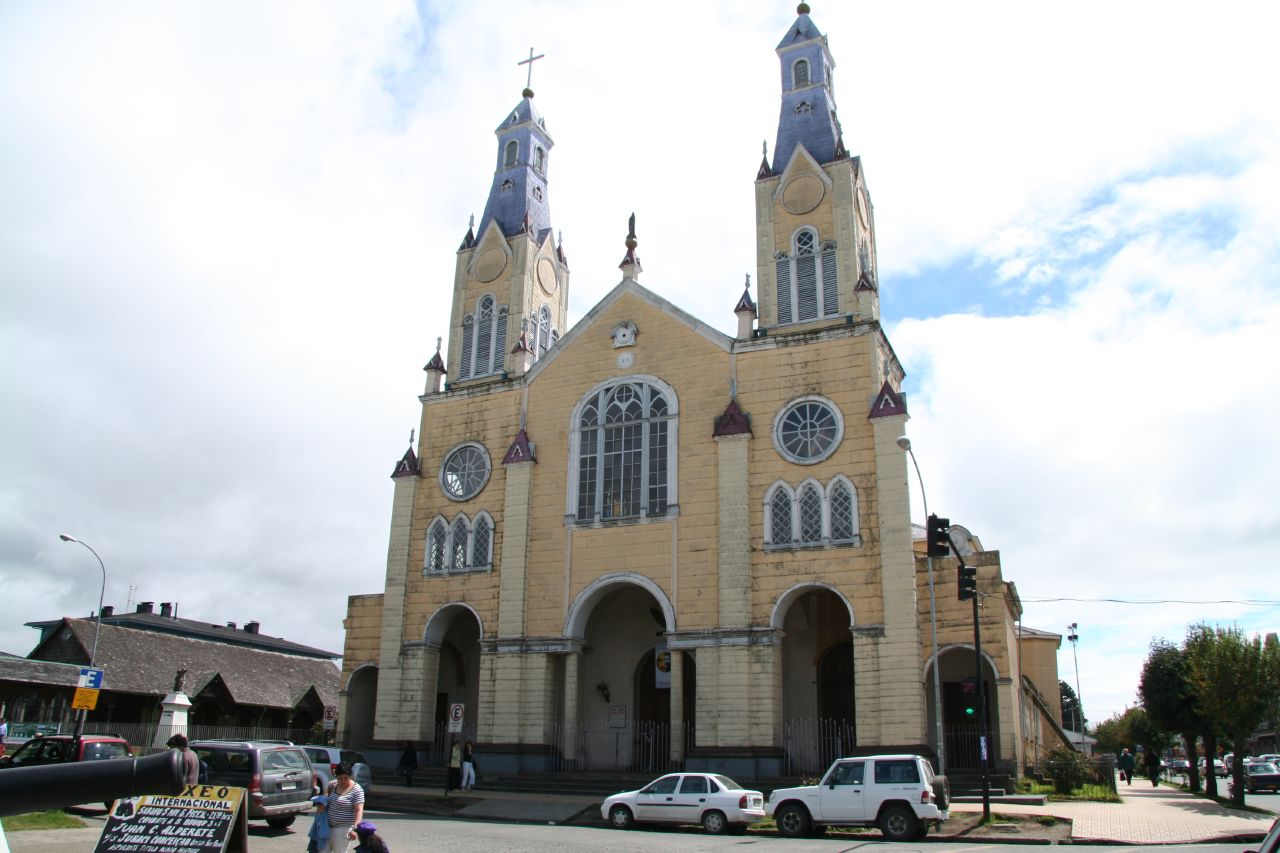
Церковь в Кастро
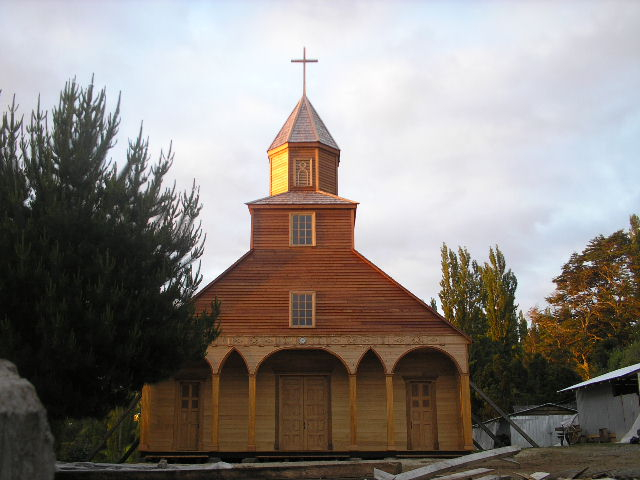
Церковь в Ичуаке
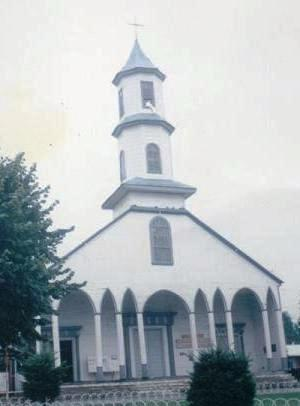
Церковь в Далкахуэ
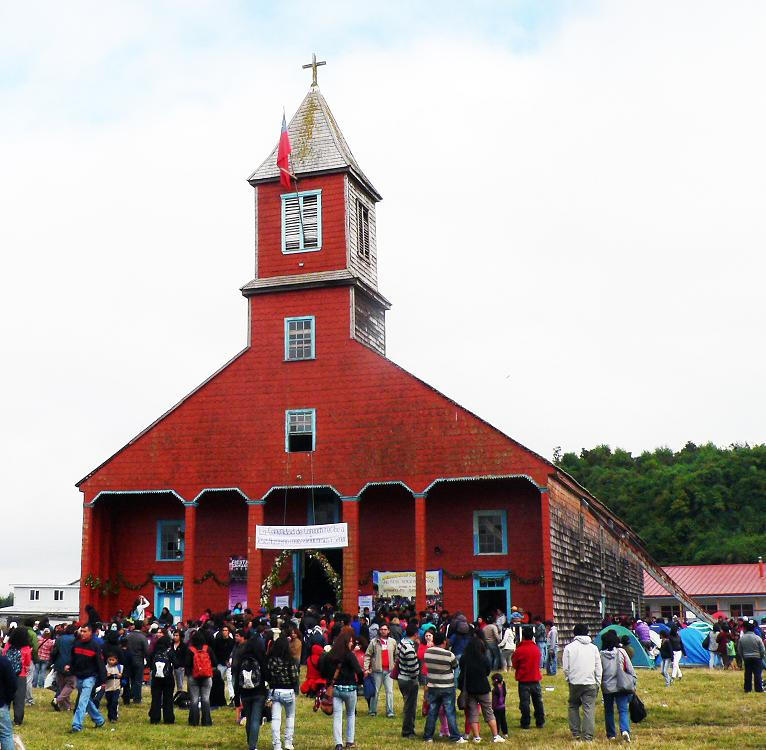
Церковь в Кагуач
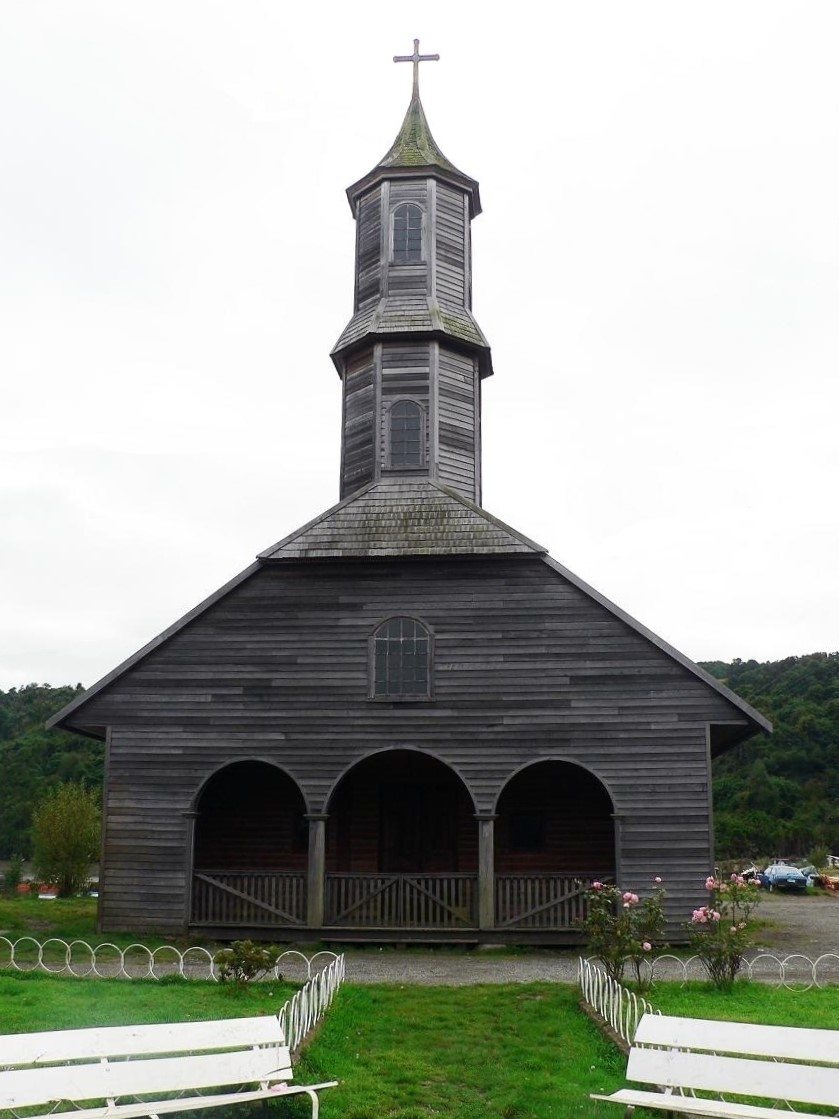
Церковь в Сан-Хуан
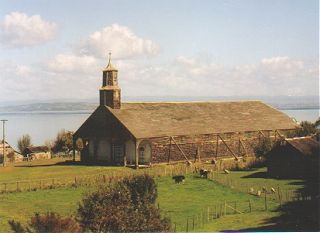
Церковь в КинЧаo
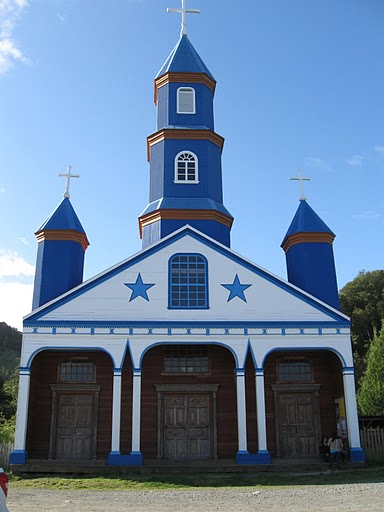
Церковь в Тэнаун